# Tomba dei giganti di Sa Perda 'e S'Altare
Sa Perda 'e S'Altare (la pietra dell'altare) è una tomba dei giganti che si trova nel comune di Birori, in prossimità del confine amministrativo dei comuni di Borore, Bortigali e Dualchi. Situato ad una altezza di 339 m s.l.m.m., dista circa un chilometro e mezzo dalla SP 33, l'arteria stradale più vicina.
Si tratta del monumento funerario più importante e meglio conservato di tutta la zona, che peraltro risulta particolarmente ricca di testimonianze archeologiche. La prima segnalazione risale al 1833 e la si deve allo studioso Alberto Della Marmora (che erroneamente attribuì il sito al comune di Silanus) il quale, nel 1840, lo descrisse compiutamente, anche illustrandolo con disegni, nel suo Voyage en Sardaigne.
La tomba di Sa Perda 'e S'Altare presenta il tipico modello architettonico in stile dolmenico-ortostatico e anch'essa sembra ricordare, nello schema planimetrico, la riproduzione della protome taurina, simbolo della religione dei sardi preistorici fin dal lontano neolitico. È formata dal corpo che ospita la camera funeraria rettangolare - che ha una lunghezza di m 15,50 - e dall'esedra, l'area cerimoniale, che misura m 18,50 alla corda. L'esedra è delimitata da due ali di muro composte da grandi lastroni conficcati a terra (9 nell'ala destra, 6 nella sinistra) con al centro la parte residuale della stele originaria, un masso squadrato di forma rettangolare alto 170 cm e lungo 250, ornato della tipica cornice in rilievo. Alla base della stele è presente il portello di accesso al vano funerario.
Ad una ventina di metri da Sa Perda 'e S'Altare in direzione NO è presente un altro sepolcro di cui però rimangono soltanto i resti. È appena riconoscibile una parte della camera funeraria, della lunghezza di metri 4,30 per 3,20, alcuni lastroni rovesciati a terra e frantumi della stele che ancora mostra tracce del portello.
Poco distanti dal sito sono presenti diversi monumenti archeologici. Nel raggio di tre chilometri si trovano: i nuraghi di Aladorza, Arbu, Bardalazzu, Cubas, Cuguttu, Forgheddu, Frenugarzu, Mura Elighe, Pontes, Porcarzos, S'Arbarighinu, Serras, Uana; i dolmen di Arbu e Mura Pranosa; la tomba dei giganti di Puzzu Iu e la domus de janas di Serbine.